# 随从官
“随从官”（直译：「跟随者」）是罗马帝国晚期形成的一类官职与称号，该词的本意是“跟随者，同伴”，其概念源于日耳曼酋长身边陪伴的武装随从（拉丁语： Comitatus），由前缀“com-（与，跟随）”和动词不定式“ire（去，走）”组合而成。君士坦丁大帝首先将其用作一种荣誉称号，授予一些高级官员，之后逐渐形成了一系列以“随从官”为后缀的，承担各种职责的官衔，如不列颠尼亚随从官。这一官衔被东罗马帝国（拜占庭帝国）与西欧的后罗马王国继续沿用，在西欧最后演变为世袭的贵族称号，即“伯爵”。

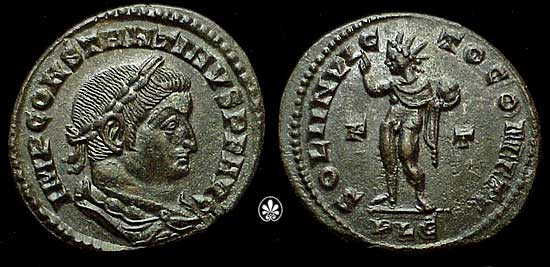
君士坦丁大帝的钱币，有铭文SOLI INVICTO COMITI（无敌索尔的随从）

## 晚期罗马帝国的用法
这个词长期以来一直被非正式地用来指那些陪同皇帝出行的人。而君士坦丁一世赋予“随从”这个称呼以确定的意义，将其变成一类官职与头衔（最早见于312年的记载），最初强调其与皇帝的个人关系，如“我们的主人的随从（拉丁语：comes domini nostri）”、“我们的奥古斯都的随从（拉丁语：comes Augustorum nostrorum）”，随后被用于多种多样的用途。高级官员，如行政总长与财务官会被授予“随从”称号；许多新创立的财政、行政、军事、地方官职位都被冠以“随从官”之名，如管理财政的圣库随从官、私产随从官；东方管区的总督称为“东方随从官（拉丁语：comes Orientis）”；宫廷卫队的长官称家内随从官；属军事系统的随从官称“军事随从官”（comes rei militaris），担任各个野战军（拉丁语：Comitatenses）的指挥官，有一些随从官负责地区防务，如不列颠尼亚随从官、撒克逊海岸随从官、阿根托拉蒂地区随从官等。

## 东罗马帝国（拜占庭帝国）的使用
东罗马帝国（拜占庭帝国）沿袭了晚期罗马帝国的行政系统，不过随着帝国官僚系统的演变，随从官的地位逐渐下降，有一些低级官员还保留了随从官的名号，如水道随从官（希腊语：κόμης ὑδάτων）、马厩随从官、帐篷随从官；同时“随从官”仍是一种低级军职，如奥普西金军区的总督不像其他军区一样称“将军”，而称“随从官”，“随从官”也是拜占庭军队的基层单位“旗”的长官。

## 西欧后罗马国家的使用
在后罗马国家中，“随从官”是一种对王家廷臣的统称，在勃艮第王国、法兰克王国、东哥特王国、西哥特王国都有使用。一些“随从官”有具体的专名，如马厩随从官、宫廷随从官（即行宫伯爵），大部分随从官被国王派去执行多种多样的职责，包括司法、财政、军事、地方管理等。负责某个区域行政的“随从官”逐渐为自己获取了统治其地的世袭权力，成为贵族的一员，在中文中被翻译为“伯爵”。

## 引用
1. ↑  Lee, Doug. . Nicholson, Oliver  (编). . Oxford: Oxford University Press. 2018. ISBN 978-0-19-866277-8.
2. 1 2 3  ODB，"Comes" (A. Kazhdan), pp. 484-485.
3. ↑  A.H.M Jones, The Later Roman Empire, 284–602 II, p. 1090
4. ↑  Barnwell, Paul. . Nicholson, Oliver  (编). . Oxford: Oxford University Press. 2018. ISBN 978-0-19-866277-8.